# 森田徳兵衛

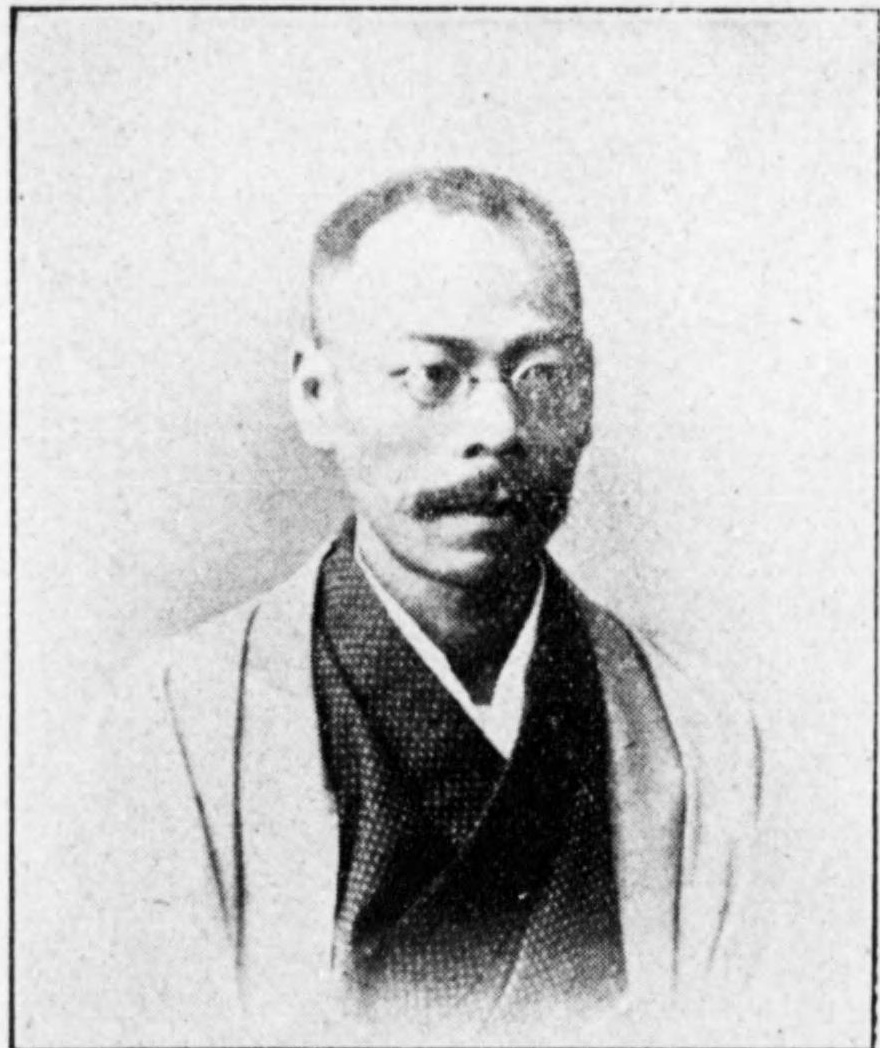
森田徳兵衛

森田 徳兵衛（もりた とくべえ、1864年5月9日（元治元年4月4日） - 1921年（大正10年）10月12日）は、日本の政治家、衆議院議員（1期）。

## 経歴
奈良県出身。漢学と数学を学ぶ。戸長、松山町(のち大宇陀町、現・宇陀市)会議員、同町長、組合町村会議員、宇陀郡会議員、所得税調査委員、学務委員、破産管財人、奈良県蚕糸業連合組合会議員、地方森林会議員、大和山林会評議員、大和銀行取締役、私立養蚕伝習所長となる。
1902年の第7回衆議院議員総選挙において奈良県郡部から憲政本党公認で立候補して当選した。衆議院議員を1期務め、1903年の第8回衆議院議員総選挙では無所属で立候補して落選した。1921年に死去した。